# Якимов, Иван Петрович

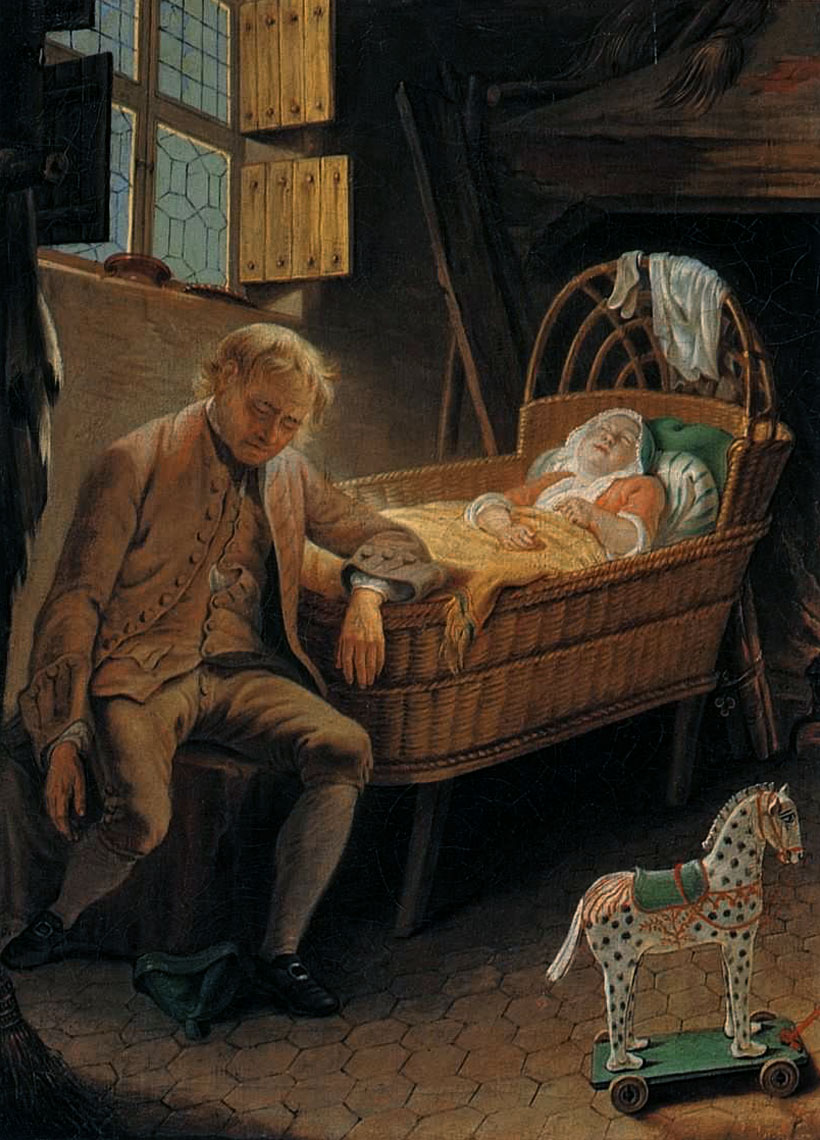
«Мужчина у колыбели». Начало 1770-х.

Иван Петрович Якимов (Акимов, Екимов; 1748—1807) — русский живописец, мастер портретов, миниатюр и бытового жанра.

## Биография
Иван Якимов родился в 1748 году в семье «петергофского ведения фонтанного подмастерья». В детстве был определён в Воспитательное училище. В сентябре 1761 года поступил в живописный класс Императорской Академии художеств. Во время пребывания в Академии он в 1766 году получил большую серебряную медаль за рисунок с натуры, а в 1770 году — малую золотую медаль по заданной программе: «из российской истории, об удержании Владимиром нанесенного от Рогнеды на него, сонного и на тот час пробудившегося, удара ножом». В том же 1770 году Якимов окончил Академию со званием «художника живописного исторического художества», и был отправлен как пансионер Академии за границу. Первоначально предполагалось, что он будет обучаться реставрационному делу. Якимов отправился в Гаагу, затем побывал в Антверпене и Брюсселе «для примечания картин, в церквях находящихся». В октябре 1770 года прибыл в Париж. Там при содействии Д. Дидро он был определён в мастерскую художника А. Рослина, под его руководством занимался портретной живописью. По данным 1771 года значился в списках Королевской Академии живописи и скульптуры учеником Рослина. Якимов получил в Париже некоторую известность. Написал много картин, которые современники называли «домашними упражнениями». Миниатюрные портреты его кисти в то время очень ценились. В 1773 году из Парижа он прислал в Петербургскую Академию художеств две жанровые картины, «изображающие домашнее спокойствие». По окончании срока пансионерства Якимов ещё продолжительное время оставался за границей, жил и работал во Франции и Италии, затем вернулся в Россию.
С 1795 года преподавал в Академии художеств. Д. А. Ровинский в своём «Подробном словаре русских гравированных портретов» (т. III, стр. 1714) указывает на гравюру Акимова с его картины «Петр I вынимает из-под ошейника своей собаки Лизеты просьбу», прибавляя, что эта картина писана им на звание академика. Гравюра с подписью художника (И. Акимов) и именем гравера, предположительно, была приложена к изданию «Кабинет Петра Великого» Беляева с посвящением «Государю Цесаревичу и великому князю Константину Павловичу», что указывает на время исполнения её при императоре Александре I.
Иван Якимов умер 13 (24) марта 1807 года в Санкт-Петербурге.

## Работы
Картина Ивана Якимова «Мужчина у колыбели» (начало 1770-х годов) находится в собрании Третьяковской галереи. Она является фрагментом композиции «Семейственная сцена», находившейся в собрании «Русского музеума Павла Свиньина». Копия этой композиции была исполнена Н. Г. Чернецовым в альбоме «Собраше Отличныхъ Произведенш Россшскихъ Художниковъ и любопытныхъ Отечественныхъ Древностей Принадлежащее Павлу Свиньину. Начато в 1819-мъ гьду». Это полотно было разрезано пополам после распродажи коллекции П. П. Свиньина, правая часть композиции была утрачена.

## Факты
Из-за разных вариантов написания фамилии художника (Якимов и Акимов), в Русском биографическом словаре ему посвящены две различные статьи.